# Pera i Stanko Šiljeg
Pera Šiljeg (Nova Sela, 25. svibnja 1906. – Metković, 16. travnja 1966.) i Stanko Šiljeg (Nova Sela, 24. travnja 1902. – Metković, 29. lipnja 1988.), postumno su proglašeni "Pravednicima među narodima", te su jedni od 120 do sada proglašenih Pravednika iz Hrvatske, priznanja koju Izrael dodjeljuje nežidovima za čovječnost iskazanu pri spasavanju Židova u Drugom svjetskom ratu.
Bračni par Pera (djevojački također Šiljeg) i Stanko Šiljeg rođeni su u zaseoku Šiljegi, koji su dio Novih Sela pokraj Metkovića, a živjeli su i bavili se poljoprivedom nedaleko, u naselju Glibuša.
Yad Vashem postumno je proglasio 1. svibnja 2001. bračni par Šiljeg "Pravednicima među narodima" temeljem svjedočenja obitelji Leona Levyja kojega su Šiljezi sakrivali od režima NDH 14 mjeseci.

## Svjedočanstvo
Obitelj Levy svjedočila je da je Leon Levy (rođen 1912.) koji je radio je u sjedištu Židovskog nacionalnog fonda u Zagrebu do ulaska Nijemaca u travnju 1941. Kad je zagrebački ured zatvoren, Leon Levy se vratio u roditeljski dom u Sarajevu i odatle je pobjegao na jadransku obalu koja je bila pod talijanskom vlašću, te se skrivao kod obitelji Šiljeg. Bračni par Šljeg imao je petero djece: Ante (3 godine), Marijan (7), Marko (9), Tada (12) i Marija (16). Svi oni, osim najstarije kćeri Marije, koja je tada bila u internatu u Crikvenici, znali su i skrivali identitet Leona Levyja. Štoviše, zbog Levyevog njegovog obrazovanja i govora isticao se u tom ruralnom okruženju, što bi ga moglo odati, Pera ga je predstavila kao rođaka koji je dugi niz godina živio u Americi. Kao svojevrsnu naknadu za pomoć, Leon je vodio brigu o računima obitelji Šiljeg i podučvao djecu nakon nastave.
Nadalje svjedoče kako su u ljeto 1944. godine ustaše uletjele u dom Šiljega i uhitile Stanka i Leona, optužujući ih za suradnju s partizanima, te su odvedeni u zatvor u Gabeli u Hercegovini. Napori Pere Šiljeg da ih oslobodi iz zatvra urodili su plodom tako da su Stanka pustili nakon tri dana. Ali je i dalje postojala velika bojazan da će biti otkriven Levyjev židovski identitet. Nakon što su neuspješno tražili da puste i navodnog rođaka Jaga (kako su Leona nazvali) uspjeli su se izboriti je da ga barem premjeste u zatvor u Metkoviću kako bi ga lakše posjećivali. Leon je još neko vrijeme bio u zatvoru i do kraja je su uspjeli sakriti njegov pravi identitet i vraćen je u dom svojih spasitelja. Pred kraj rata pridružio se partizanima, a 1949. je imigrirao u Izrael. Njegova obitelj iz Sarajeva nije preživjela rat.